# اچ‌ام‌اس نیشام (ام۲۷۱۲)
اچ‌ام‌اس نیشام (ام۲۷۱۲) (به انگلیسی: HMS Neasham (M2712)) یک کشتی بود که طول آن ۱۰۶ فوت ۶ اینچ (۳۲٫۴۶ متر) بود. این کشتی در سال ۱۹۵۶ ساخته شد.